# Anthyllis henoniana
Anthyllis henoniana är en ärtväxtart som beskrevs av Ernest Saint-Charles Cosson. Anthyllis henoniana ingår i släktet getväpplingar, och familjen ärtväxter. Inga underarter finns listade i Catalogue of Life.